# 신지초등학교 (경기)
신지초등학교는 대한민국 경기도 양주시에 있는 공립 초등학교이다.

## 학교 연혁
- 2006.03.01 신지 초등학교 개교(17학급)
- 2006.03.01 신지초등학교 병설유치원 개원(1학급)
- 2006.03.01 초대 박석철 교장 취임
- 2007.03.01 특수학급 1학급 편성
- 2007.03.01 경기도교육청지정 기초기본학력 시범중심학교 운영(2007~2008)
- 2008.11.26 영어체험실 및 특별실(멀티미디어실,음악실,미술실) 개관
- 2009.03.01 교원능력개발평가 선도학교 및 에듀파인 시범학교 운영
- 2009.07.02 영어교육 리더학교 공모 교육과학기술부장관상 수상(전국 2위)
- 2009.08.30 신지빛고울관(다목적 강당) 완공
- 2012.03.01 제3대 이규남 교장 취임
- 2015.02.13 제9회 졸업식(91명) 총 졸업생 수 814명
- 2015.03.01 20학급 편성, 특수학급 1, 유치원 1

## 참고 자료
- 신지초등학교 - 한국교육학술정보원 학교알리미